# 東北・上越新幹線反対運動

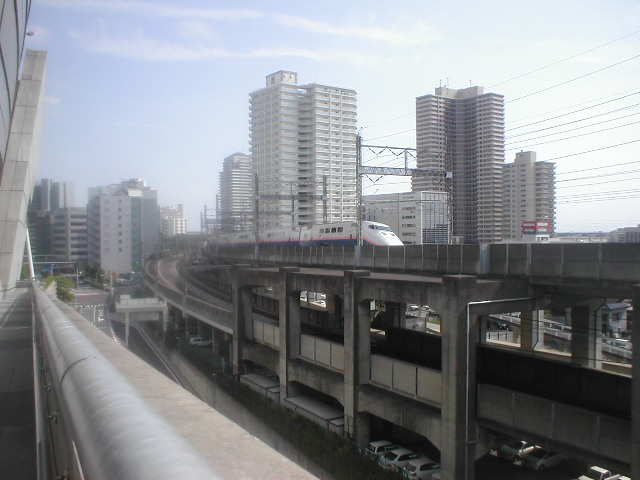
東北・上越新幹線（高架上）と埼京線（高架中段）

東北・上越新幹線反対運動（とうほく・じょうえつしんかんせんはんたいうんどう）とは、東北・上越新幹線建設に対して、沿線の地元自治体や住民が展開した反対運動のことである。反対運動は東北地方を含む各地で生じたが、特に埼玉県南部および東京都北区において激化・長期化した。
本稿では、埼玉県南部および東京都北区において激化・長期化した反対運動について記述する。

## 概要
東北新幹線の東京都 - 盛岡市間、および上越新幹線の東京都 - 新潟市間の整備計画は、1971年（昭和46年）4月に全国新幹線鉄道整備法に基づき決定され、同年10月に建設認可、同年11月に建設が開始された。新幹線の騒音に関する環境基準が設けられたのは、1975年（昭和50年）7月の環境庁告示第46号「新幹線鉄道騒音に係る環境基準について」によってであり、東北新幹線・上越新幹線の建設開始時点では、環境基準は未設定であった。
この頃、既に開業していた東海道新幹線や、1972年（昭和47年）3月に新大阪駅 - 岡山駅間が開業した山陽新幹線の沿線では、新幹線車両による騒音が社会問題化していた。1974年（昭和49年）には、愛知県名古屋市において新幹線0系電車の騒音・振動による運行差止および損害賠償請求の「名古屋新幹線訴訟」が提訴されている。このような中、建設が開始された東北新幹線・上越新幹線の沿線各地では、新幹線の騒音・振動公害を懸念した反対運動が発生した。
特に、通勤新線（埼京線）の併設を条件とする東北・上越新幹線の高架化案が1973年（昭和48年）3月10日に発表されると、高架化すれば騒音問題が起きるとして、広範に宅地化が進行していた埼玉県南部（与野市〈現・さいたま市〉・浦和市〈現・さいたま市〉・戸田市）および東京都北区では反対運動が激化・長期化した。
その後、日本国有鉄道が東京駅 - 大宮駅間の工事中断や、東北・上越新幹線の大宮駅暫定開業などの考えを明らかにし、通勤新線の併設を正式に表明した。
そんな中、埼玉県知事畑和が
- 通勤新線（埼京線）の建設
- 大宮 - 伊奈間の新交通システム（ニューシャトル）の建設
- 環境基準遵守のため上野 - 大宮間開業時の速度低下および都市施設帯（環境空間・緩衝地帯）の設置
- 大宮駅に全列車を停車[注 1]

の国鉄対案を骨格とする4条件を、埼玉県議会に提示した。
この4条件を国鉄側も受け入れたことにより埼玉県が軟化、次に東京都北区も条件付き賛成に転じた。1978年（昭和53年）12月16日に通勤新線の建設が認可されると、今度は浦和市と、当時からラッシュ緩和や通勤時の交通利便性の向上が切実な課題であった与野市・戸田市も条件付きで賛成を表明、両市は建設反対から条件闘争へ移り、両市内に通勤新線の駅を設置することと、快速電車の停車を設定することを国鉄へ要望した。それを受け住民側の反対運動は、一部を除き次第に下火となって行き、最終的には自治体の要望が叶う形で、新幹線および通勤新線の建設・運営が実現化した。
こうした経緯が主要因となり、東北新幹線の大宮駅 - 盛岡駅間および上越新幹線は1982年（昭和57年）に大宮までの区間で暫定開業し、上野駅 - 大宮駅間の開業は1985年（昭和60年）まで遅れることとなった。

## 反対運動の経緯
本節では、当時の沿線自治体や住民の反対運動の経緯を建設計画時から、1985年（昭和60年）3月14日の上野駅 - 大宮駅間延伸開業までおよびそれ以降についても記述する。

### 建設計画時
1971年（昭和46年）10月1日に東北・上越新幹線の建設計画の認可が下りた。この時点の計画では、「赤羽から高架で北上しながら荒川沿いを通り、荒川を斜めに渡って戸田市に入り、戸田市の途中から地下に潜って浦和市・与野市の地下を通過して大宮駅に至り、大宮駅からまた高架になって北上する」というものであった。この発表に伴い、戸田市民と東京都北区民を中心とした建設反対を掲げる住民運動が展開された。一方建設区間のうち、当初の工事実施計画で荒川から大宮駅南側にかけて、延長10.6kmの「南埼玉トンネル」によって地下を通過する こととされていた浦和市民や与野市民の間には、目立った反対運動は生じなかった。
年表
1971年（昭和46年）
- 1月18日 - 運輸大臣により東北・上越新幹線の基本計画が決定される。
- 4月1日 - 運輸大臣により東北・上越新幹線の建設計画が決定される。
- 10月1日 - 東北・上越新幹線の建設計画の認可が下りる。
- 10月8日 - 栗原浩埼玉県知事から戸田市・浦和市・与野市・大宮市の4市の市長（市名は当時）に、東北・上越新幹線のルートが戸田市・浦和市・与野市を経て大宮市に至ると内示される。
- 10月9日 - 国鉄の当該区間の工事担当部署である東京第三工事局の責任者が、沿線となる各市を訪れ正式に概要を説明する。
- 10月12日 - 東北・上越新幹線の工事認可申請。
- 10月14日 - 東北・上越新幹線の工事実施計画が運輸大臣によって認可される。
- 10月21日 - 戸田市の対策担当責任者が東京第三工事局を訪れ、「赤羽 - 荒川までは高架、戸田 - 大宮操車場付近は地下トンネル（「南埼玉トンネル」）にする」と説明を受ける。
- 11月26日 - 東北・上越新幹線の建設が開始されるが、伊奈町から北区にかけては反対運動が強く着手できず。

### 全線高架への計画変更以降
その後、当該区間において顕著な地盤の沈下・隆起がみられることを理由として、1973年（昭和48年）3月10日に地下区間を高架方式とする計画変更が発表されると、当初は目立った反対運動の見られなかった浦和市、与野市でも反対運動が発生、埼玉県もこの提案を拒否した。
また計画変更は、東京都北区・板橋区における経路の変更を伴うものであり、これによって直下にトンネル（赤羽台トンネル）が新たに掘られることとなった、東京都北区での反対運動も激化することとなった。主な住民組織として、与野市に「与野市新幹線反対同盟協議会」、浦和市に「浦和市新幹線対策住民連絡協議会」、戸田市に「戸田市通過反対市民同盟会」が組織され、さらに1974年（昭和49年）4月には、この3市の住民からなる「新幹線反対県南三市連合会（三市連）」が組織された。
赤羽台トンネルの真上に位置する星美学園が騒音などの問題から強硬に反対、そして東京都北区の住民による「北区新幹線対策連絡協議会（北新連）」が組織され、これらの住民組織が反対運動を展開することとなった。
住民による反対運動は、デモ行進、ピケッティングなどによって展開された。このほか、日本国有鉄道（国鉄）の説明会場へ押しかけ説明会を開催させない、あるいは会場を何時間にも渡って取り囲み、国鉄職員が外へ出られない状況を作ったりなどした。一方で、成田闘争のような過激派の介入を防ぐことにも、注意が払われた。
後に、「与野市新幹線反対同盟協議会」の代表であった遠藤富寿は次のように述懐している。
また、反対運動当時の埼玉県知事であった畑和は、次のように述懐している。
このような反対運動の高まりの中で、1975年（昭和50年）5月に衆議院公害環境特別委員会で国鉄の藤井松太郎総裁が、東京駅 - 大宮駅間の工事中断を表明、1976年（昭和51年）12月16日に当時の埼玉県知事の畑知事が「大宮駅 - 赤羽駅間の通勤新線建設」「大宮 - 伊奈間の新交通システム導入」「環境基準遵守のため開業時の速度低下および緩衝地帯として都市施設帯等の設置」「大宮駅に全列車を停車」を4条件として県南高架建設に条件付同意を埼玉県議会で示した。その後、1977年（昭和52年）10月に福田赳夫首相が東北・上越新幹線の大宮駅暫定開業の考えを示し、さらに国鉄は、通勤新線の建設を埼玉県に約束をして、地元の柔軟化に期待した。
年表
1973年（昭和48年）
- 3月10日 - 畑和埼玉県知事と佐藤文生運輸政務次官が会談。佐藤次官が「地盤沈下がひどく地下化は無理」「全面高架を認めてもらえるならば、県南で要望の強い通勤線をこれに併設」と発言する。
- 同日 - 東北新幹線の大宮駅 - 赤羽駅間の工事実施計画の変更が発表される。この計画変更の内容は、東京都北区内のルートが西寄りのより人家の多い地帯を通過すること、および埼玉県南部の地下案を撤回し浦和市・与野市でも高架とすること。これに伴い北区の住民運動は激化、浦和市・与野市でも反対運動が発生。
- 4月26日 - 与野市議会新幹線等対策特別委員会に対して市民300名が押しかけ、大混乱となる。
- 5月1日 - 「与野市新幹線反対同盟協議会」発足。

1974年（昭和49年）4月13日 - 「新幹線反対県南三市連合会」（戸田市・浦和市・与野市の3市〈市名は当時〉）発足。通称「三市連」。
1975年（昭和50年）
- 5月 - 衆議院公害環境特別委員会で国鉄の藤井松太郎総裁が、東京駅 - 大宮駅間の工事中断を表明。
- 12月23日 - 国鉄の藤井松太郎総裁が、「最悪な場合は大宮駅を臨時的にターミナルとすることも考えている」と国会で答弁。

1976年（昭和51年）12月16日 - 畑知事が「大宮駅 - 赤羽駅間の通勤新線建設」「大宮 - 伊奈間の新交通システム導入」「環境基準遵守のため開業時の速度低下および緩衝地帯として都市施設帯等の設置」「大宮駅に全列車を停車」を4条件として、県南高架建設に条件付同意を埼玉県議会で示す。
1977年（昭和52年）10月 - 福田赳夫首相が東北・上越新幹線の大宮駅暫定開業の考えを示す。国鉄も、通勤新線の建設を表明。

### 通勤新線の建設正式表明以降
前節で示された埼玉県知事の4条件に対し、国鉄がその条件の受け入れを表明。それを契機に埼玉県が軟化し、1978年（昭和53年）5月には北区が条件付き賛成に転向した。それでも建設に反対する3市の住民側は、1978年（昭和53年）8月26日から「一坪運動」を開始した。これは、一坪の（あるいは十分狭い）土地を数十名で共有し、権利関係を複雑にすることで、用地買収を難しくする活動である（一坪地主参照）。
1978年（昭和53年）11月22日には「通勤新線」赤羽駅 - 武蔵浦和駅 - 大宮駅 - 宮原駅間の建設認可を運輸省（現・国土交通省）に申請、同年12月16日に森山欽司運輸大臣が通勤新線の建設を認可、その結果、1979年（昭和54年）6月7日に知事は4条件が整ったと判断し、新幹線の建設促進の態度を表明した。
これを受け、住民組織側も同年8月には浦和市の組織が、同年12月には与野市と戸田市のそれぞれの組織が、条件付き賛成や条件闘争への軟化に転じた ため、三市連が事実上の分裂状態になった。
また、1979年（昭和54年）11月20日には「三市連」代表と地崎宇三郎運輸大臣が会談して、これを境に反対運動は収束に向かい、徐々に反対運動から条件闘争へと移ってゆくが、戸田市・浦和市・与野市の埼玉県南3市では、長らく一部の住民らによる「絶対反対」の運動が続けられ、1980年（昭和55年）4月24日には、埼玉県南部の3市（与野市、浦和市、戸田市）で認可取り消しを求める行政訴訟が起こされたが、当時の埼玉県知事・畑和の提案などによって沈静化し、最終的には建設合意に至った。
この合意について、当時国鉄側の用地買収の責任者だった岡部達郎 は次のように述べている。
1982年（昭和57年）5月7日には大宮駅以北区間で最後まで残った大宮市桜木団地の19世帯の移転がまとまり、「一坪運動」も1983年（昭和58年）12月3日に全面解消している。
一方、埼玉県南3市が建設合意に至ろうとしている最中、東京都北区の赤羽台トンネル付近では、1980年（昭和55年）3月12日に星美学園が赤羽駅 - 荒川間の建設工事および荒川橋梁建設工事の中止を求める仮処分を申請した。また、北区沿線の反対派住民運動組織である「北区新幹線対策連絡協議会（北新連）」により結成された203名の原告団が、1980年（昭和55年）9月23日に東北新幹線の建設差し止めを求める民事訴訟を行った。このうち、25名の原告が赤羽台トンネル直上部の居住であった。
しかし、これまで強硬に反対していた星美学園は、法廷において交渉が続けられた結果、騒音・振動により環境が阻害されないように措置すること、建設工事で支障を及ぼさないこと、区分地上権を設定すること、相当額の用地譲渡と建物補償に応じることを条件として、1982年（昭和57年）11月25日に和解が成立した。
さらに、北新連側の住民も時とともに理解が得られるようになり、太平洋戦争中に崖下から台地へ向けて掘られた防空壕を調査して埋め戻すことを条件として、土砂運搬導坑の掘削が認められるようになった。1984年（昭和59年）6月30日に、トンネル上部の支障住宅の移転が完了し、8月8日には地元と工事に関する協定書が正式に調印された。裁判も10月3日に和解が成立し、全体の着工が可能となった。
上記などの紆余曲折を経て、東北・上越新幹線は建設され、1982年（昭和57年）6月23日に東北新幹線大宮駅 - 盛岡駅間が開業し、同年11月15日に上越新幹線大宮駅 - 新潟駅間開業した。そして1985年（昭和60年）3月14日に東北・上越新幹線、上野駅 - 大宮駅間が延伸開業した。当初の計画からルートを変更した結果、上野駅 - 大宮駅間は半径800m以下のカーブが17箇所にのぼり、半径1500m以下のカーブのない区間が連続するのは最長でも6kmに満たない区間となった。このような線形上の理由から、頭打ち速度としてアナログATC（ATC-2型）の110km/h以下での運行となった。
JR東日本は2002年にデジタルATC（DS-ATC）の導入に合わせて東京駅 - 大宮駅間のスピードアップの検討に着手し、2006年頃の所要時間短縮を目指すと発表した。しかしこの区間の増速計画は大幅に遅れ、デジタルATC化以降も、同区間のATCによる速度制限は110km/hであったが、2018年5月にようやく上野駅 - 大宮駅間のうち荒川橋梁以北の埼玉県内区間で、騒音対策工事に約2年を掛けたうえで、最高速度を最大130km/hに向上させることが発表された。これによる時間短縮効果は最大1分程度としている。一方、荒川橋梁以南の東京都内区間については依然として増速の具体的な動きはない。
年表
1978年（昭和53年）
- 8月26日 - 建設に反対する3市の住民側による「一坪運動」が始まる。
- 11月22日 - 「通勤新線」赤羽駅 - 武蔵浦和駅 - 大宮駅 - 宮原駅間の建設認可申請。
- 12月16日 - 森山欽司運輸大臣が通勤新線の建設を認可。

1979年（昭和54年）
- 6月7日 - 畑知事が上記の4条件が整ったと判断し新幹線の建設促進の態度を表明する。
- 11月20日 - 「三市連」代表と地崎宇三郎運輸大臣が会談。これを契機に、住民側の反対運動は沈静化へと向かう。

1980年（昭和55年）
- 3月12日 - 東京都北区の星美学園が中心となって、赤羽 - 荒川間の建設工事および荒川橋梁建設工事の中止を求める仮処分を申請する民事訴訟が起こされる。
- 4月24日 - 埼玉県南部の3市（与野市、浦和市、戸田市）で認可取り消しを求める行政訴訟が起こされる。
- 9月23日 - 東京都北区の住民運動組織である「北区新幹線対策連絡協議会（北新連）」により結成された203名の原告団が東北新幹線の建設差し止めを求める民事訴訟を提訴する。

1982年（昭和57年）
- 5月7日 - 大宮駅以北区間で最後まで残った大宮市桜木団地の19世帯の移転がまとまる。
- 6月23日 - 東北新幹線大宮駅 - 盛岡駅間が開業。
- 11月15日 - 上越新幹線大宮駅 - 新潟駅間が開業。
- 11月25日 - 赤羽台トンネル建設での補償問題などについて星美学園側と合意し和解が成立。

1983年（昭和58年）
- 12月3日 - 「一坪運動」全面解消。
- 12月22日 - 埼玉新都市交通ニューシャトル（伊奈線）大宮駅 - 羽貫駅間が開業。

1984年（昭和59年）10月3日 - 国鉄と北新連が公害防止協定を含む和解書を作成、訴訟が終結する。
1985年（昭和60年）
- 3月14日 - 東北・上越新幹線上野駅 - 大宮駅間が延伸開業。
- 7月11日 - 通勤新線の愛称を「埼京線」と命名し、同時に赤羽線池袋駅と川越線川越駅まで直通運転を開始（川越線は全線電化）させることを発表する。
- 9月30日 - 埼京線赤羽駅 - 大宮間開業。

1986年（昭和61年）3月3日 - 埼京線池袋駅 - 新宿駅間延伸開業。
1990年（平成2年）
- 2月17日 - 埼玉新都市交通ニューシャトル（伊奈線）の羽貫駅 - 内宿駅間にある中核派の団結小屋に対し行政代執行。
- 8月2日 - 埼玉新都市交通ニューシャトル（伊奈線）羽貫駅 - 内宿駅間延伸開業、全線開通。

1991年（平成3年）6月20日 - 東北・上越新幹線、上野駅 - 東京駅間延伸開業。東北・上越新幹線は当初の建設区間が全線開通。

## 大宮駅への全列車停車
1976年（昭和51年）8月22日に、大宮市内での反対運動組織「大宮新幹線対策特別協議会」と国鉄東京第三工事局は、公害対策などで合意に達し、合意事項に調印を行った。この結果、大宮市内での反対運動は一つのヤマを越した。この中で「全列車を大宮駅に停車させる」との項目があった。また、畑和埼玉県知事は、東北新幹線を受け入れるにあたって、1977年（昭和52年）12月県議会の答弁の中で、通勤新線の建設、全列車の大宮駅停車、環境基準の達成、新交通システムの実現、という打開のための4条件を提示した。
しかし、東北新幹線上野開業の際には、大宮駅を通過する列車が登場している。これについて、1985年（昭和60年）3月8日の衆議院予算委員会第七分科会で国鉄の対応を問う質問に対して、須田寬国鉄常務理事は「埼玉県の皆様方から大宮全列車停車ということが、工事に関係いたしまして非常に強い御要望があったことは承知をいたしておりますし、当方が現地で地元の皆様方にそういったいろいろお話を申し上げる中で、大宮につきましては全列車停車可能な構造になっていることはこれは事実でございますし、今も可能なわけでございますが、そういうことを御説明いたします過程で、あるいはそういう御印象を与えたことがあったかということは必ずしも否定をいたしません。ただ、やはりその後のいろいろ列車のダイヤを考えてまいります中で、どうしても今申し上げましたようなことで、東北・上越新幹線全体として一番効用の高いダイヤというものを考えました中で、御案内のようなことになった次第でございますので、いろいろそういうふうなことで誤解を与えたりあるいは御説明のまずかった点は、これはおわび申し上げなければいけないと思いますが、何とぞ御理解をいただきたいというふうに考えます。」と、大宮駅への全列車停車は「誤解」「説明がまずかった」に過ぎないものとの答弁をしている。

## 通勤新線（埼京線）

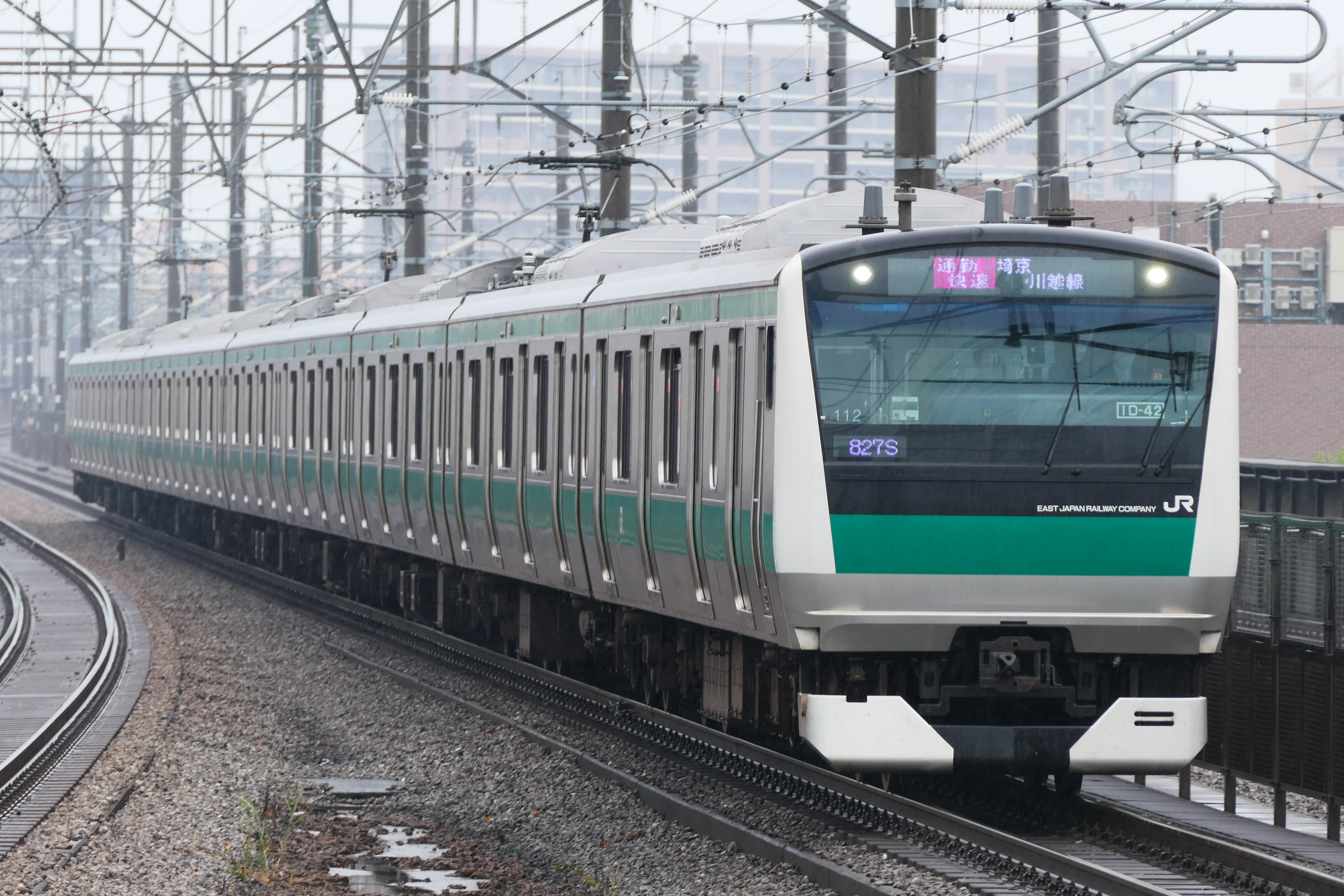
通勤新線こと埼京線
（浮間舟渡駅）

東北・上越新幹線の全面高架化の見返りとして建設された。大宮 - 赤羽間の通勤ラッシュの緩和目的のほか、当時在来線の鉄道駅がない一方、東北・上越新幹線の通過ルートとして予定された当時の与野市（現・さいたま市）・戸田市へ配慮した結果の産物である。新幹線への通勤新線の併設は、1973年（昭和48年）3月10日の新幹線の工事実施計画の変更（地下方式から全面高架方式への変更等）と同時に、国鉄側から公表されたもので、それまで目立った建設反対運動を起こしていなかった浦和市・与野市では、これを契機に建設反対運動が発生した。その後、駅数、快速停車駅など条件闘争においては3市（特に当時の与野市）の要求が反映されている。

### 大宮駅以北の運用に関する論争
大宮駅以北の延伸については、県内自治体から相反する要求が出された。
上尾事件後に事件の背景として指摘されたように、高崎線の沿線は高度経済成長以降、急速な通勤通学人口の増加が起こった。このため、同線は営業係数でも常に上位にランクするなど国鉄経営への貢献の大きな線区の一つに成長したが、反面、輸送力の増強が追いついておらず、1980年代初頭でも280%余りの混雑率を記録していた。このような中、展望が開けるきっかけとなったのが通勤新線の建設であり、新聞でも高崎線沿線からの混雑緩和への期待感が報じられている。
1979年（昭和54年）12月20日には、埼玉県議会で「通勤新線・熊谷乗り入れに関する意見書」が全会一致で可決された。この要求を考慮した国鉄は、高崎線が混雑率でもワーストクラスにあったことから、当初中間で赤羽線を取り込んだ上で、宮原駅 - 新宿駅間を開業させる計画だった。しかし、沿線地域でも要望には差があり、上記1979年12月の県議会議決の直後にも、与野市・浦和市・戸田市の三市長ならびに県議会議長が埼玉県に対して反対を申し入れている。
一方で、川越線沿線住民からも「通勤新線を相互乗り入れしてほしい」との要望は強く出されていた。この要望についても国鉄は検討を行い、南古谷に車両基地（の用地）を確保できれば、川越線の電化を行うことで、川越駅まで直通運転が可能であると判断した。車両基地は埼京線内（戸田駅付近）や高崎線内（宮原駅付近）の計画が、用地買収の難航で頓挫していた。
川越線の電化、および通勤新線開業後の一体的運用への計画変更は、こうした判断がきっかけとなっている。車両基地の用地買収も円滑に進められ、土地は確保された。埼京線の車両基地が、開業時より指扇駅 - 南古谷駅間に川越電車区（現・川越車両センター）として設けられたのも、このような経緯による。
なお、車両基地の設置場所が確定した後も、県北自治体からは通勤新線を宮原駅以北に乗り入れさせるように運動が行われた。具体的には、沿線13市町村の首長、議会議長で構成する「通勤新線熊谷乗り入れ促進協議会」や県議会議員で構成する「国鉄高崎線輸送力増強推進協議会」の活動が報じられている。これらは埼玉県の構想にも反映され、将来的には乗り入ればかりでなく、宮原駅以北の高崎線複々線化も視野に入れていた。

### 使用車両による騒音問題
東北・上越新幹線の高架化による騒音・振動公害の問題は、通勤新線（埼京線）にも新幹線と同様に懸念されていた。
そのため、国鉄東京第三工事局長および第一工事局長が連名で1982年（昭和57年）5月17日付で東京都環境保全局長へ提出した公文書「東北新幹線（西日暮里・荒川間）等の建設計画に伴う環境対策について」においては、「6　通勤別線の騒音・振動対策」の項で「通勤別線と新幹線とは、同一構造で建設し、一般高架部、橋りょう部、トンネル部すべての区間で前記の新幹線と同等の騒音・振動対策を通勤別線に対して実施する。従って、通勤別線の騒音・振動は、新幹線のそれとほぼ同等の値になるものと予想するが、周辺の立地条件等を勘案して十分な音源対策を実施し、沿線の環境保全につとめる。」としていた。また、北新連との訴訟の和解文において「3．債権者国鉄は、債権者住民らとの間において、在来線の騒音、振動対策として、今後ともロングレール化、レールの重量化、枕木のコンクリート化、ゴムパットの使用及び鉄桁対策等に努力するとともに、さらに各種発生源対策の技術開発に努める。」との文言が盛り込まれていた。
使用車両面においては、開業前後の時期、より低騒音な車両として205系が開発されており、それを埼京線に投入する案もあったが、当時投入された山手線の205系が好評だったこと、そして、当時の国鉄財政状況は最悪の状態であったため、国鉄は予算査定にシビアな姿勢で臨んでいた。日経産業新聞によれば、国鉄は以下のような計算をしていた。
なお、山手線の在籍車両は当時でも550両程あるため、1985年度の100両を投入しても山手線の置き換えは完了せず、当時の時点で、4年 - 5年にまたがった更新計画として考えられている。山手線でさえこのような状況で、かつ新車を必要とする線区が数多くあった中、国鉄には埼京線に新車を回す余力はなかった。結局、埼京線への新車投入は見送り、205系を投入した山手線から103系を捻出、その分を充当して運用せざるを得なくなった。
よって、懸念されていた騒音は、上落合地区新幹線反対同盟 が、埼京線使用列車の試運転時に測定した測定値によると、各駅停車では上りの平均が72.3ホン、下りの平均が72.85ホン、快速では上りの平均が76.3ホン、下り平均が75.4ホン（当時の騒音単位、現・デシベル(dB））と、埼京線が新幹線の騒音を越えることを公表。そして、実際に開業すると、200系が最高速度110km/hで走行する新幹線よりも、埼京線に転用された103系が最高速度100km/hで走行する方が10ホンほど騒音が大きいという皮肉な結果となった。このような結果となった理由としては、103系の車両重量や走行時の主電動機の音の影響や、新幹線よりも埼京線の運転本数の方がはるかに多かったことが挙げられる。
1985年（昭和60年）10月30日に行われた、国鉄との交渉では「国鉄側も埼京線の騒音問題について誤算だったことを認め、車両の整備で対応することを約束した。」としていた。しかし、国鉄側が「昭和60年以降は、国鉄の分割民営化への動きが本格化し、担当局であった東京第三工事局の存続すら難しい局面を迎えたこともあって、もはや住民との交渉の当事者能力を喪っていった。こうして、継続交渉は何らかの合意に至ることなく幕を引かざるを得なかった。」となったことで、事実上この問題は棚上げ状態となった。
その後、埼京線用103系の置き換えは国鉄民営化を挟み、山手線の205系化が完了した後に着手され、1990年には全車両が205系に置き換えられた。しかし、東京都環境保全局による「平成10年度在来線鉄道騒音調査結果報告書」によると、同一地点（板橋区舟渡）において、205系化後の埼京線の騒音は未だ新幹線を上回っていることが示されていた。また、東京都北区生活環境部長は、2002年（平成14年）6月19日北区議会において「在来線の速度、騒音、振動測定と、対策の検証につきましては、新設線や大規模改良線の指針を除きまして、在来線につきましては、環境基準等が設定されておりません。この点につきましては、特別区長会として、国に対しこれまでも、在来線の騒音対策として、環境基準等を設けて、新幹線に準ずる防止対策を行うよう適切な措置を講じられたいとの要望をしてきているところでございます。」と答弁した。しかしこの問題も、2013年よりE233系7000番台へ置き換えられ、205系よりも騒音が小さくなったことなどから、この問題は収束に向かっていった。

## 都市施設帯

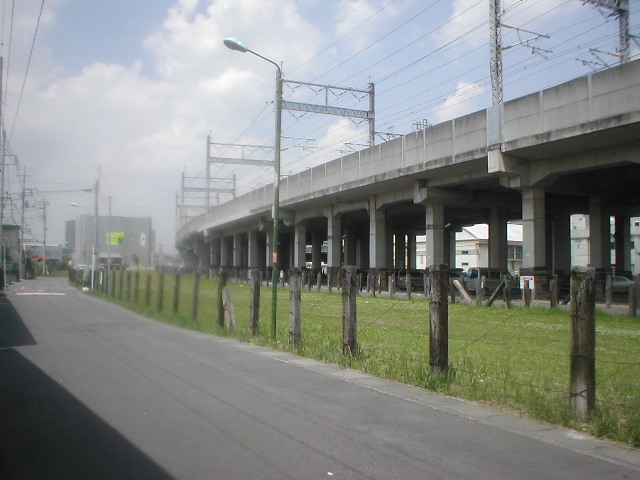
都市施設帯（与野本町駅北側、現在は公園）

騒音・振動対策として、都市施設帯が幅20mにわたって高架の両脇に設けられた。設けられているのは与野市・浦和市・戸田市の3市（当時）の北与野駅から戸田公園駅南端にかけてであり、3市以上に人口密度の高い東京都北区には設けられていない。
県南3市が沿線に都市施設を計画しており、その空間を沿線に確保するように国鉄に求めたのが始まりである。用地買収に当たって、資金を誰が負担するかが問題となったが、費用負担については別途協議することとして、鉄道高架の建設時に国鉄が先行取得の形で用地費を全額負担した。
会計検査院の報告書や『高速文明の地域問題』によれば、買収には1,200億円以上（1,220億4,655万円）の費用がかかり、その面積は買収時で24万7,500平方メートルとなっている。このアイデアの大元は建設局に在籍した岡部達郎によるものであったとされる。国鉄は「最終的には地元自治体が有償で買い取るべきだ」という主張で一貫していた。
国鉄は県南3市側が「都市施設」との呼称を持ち出した上述の経緯もあり、自ら買収に当たったこの敷地に「都市施設帯」と名付けた。会計検査院も「都市施設用地」との呼称を用いている。『高速文明の地域問題』など国鉄に批判的な研究書でも、この呼称を尊重している例がある。一部のメディア側は「環境空間」または「緩衝地帯」と言う土地の性格に着目して報道した。なお、赤羽駅 - 大宮駅間の埼京線・新幹線の建設費は、1キロ当たり371億円で、その42%は用地費であり、東北・上越新幹線の地方の区間に比較して高くついた。
国鉄分割民営化により、都市施設帯の所有権はJR東日本に承継され、ジェイアール東日本都市開発が受託管理する形態となっている（所々に警告板が設置されている）。1999年に、JR東日本と埼玉県南3市との間で、都市施設帯の取り扱いに関する基本合意が交わされ、与野市・浦和市が合併したさいたま市とは、2003年3月に改めて基本合意確認書を締結した。
1990年代以降、地元自治体との折衝により、与野本町駅・北与野駅のそれぞれ周辺部において、都市施設帯だった敷地に遊歩道が整備された。それ以外の場所では、開業後20年程度は緩衝帯に雑草が生い茂り、四方を木製の柱と有刺鉄線で囲って立ち入り禁止にしていたが、2000年代以降保育所・駐車場・店舗（飲食店・ドラッグストアなど）・テニスクラブ用地として各地で開発が進んでいる。
2010年頃に与野本町駅 - 北与野駅間が公園になったほか、2016年4月には武蔵浦和駅周辺の桜の名所として知られる、花と緑の散歩道（別所排水路）に隣接した区画が、公園として開園した。